# Olympia Groningen
Olympia Groningen was een sportvereniging in de Nederlandse stad Groningen die op 21 januari 1890 werd opgericht. De vereniging heeft onder verschillende vormen bestaan, in het begin een gymnastiek- en schermvereniging, later als een omnisportvereniging en uiteindelijk als een gymnastiekvereniging. In 2020 fuseerde de gymnastiekvereniging Olympia met GVAV Rapiditas en CSV Kracht & Vriendschap tot Turnstad Groningen.

## Geschiedenis
De vereniging ontstond in 1890 toen na onvrede bij andere sportverenigingen zoals Sparta, Rabenhaupt en Brunhilde. Een van twaalf personen besloten een andere vereniging te oprichten. Op 21 januari 1890 hakte men de knoop door en besloot tot oprichting van de Groninger gymnastiek en schermvereniging Olympia. Het historische besluit werd genomen ten huize van de weduwe E.M. Madiol aan de Mauritsstraat 18. De toenmalige voorzitter van Achilles, de heer L.G. Bosma werd de eerste directeur van Olympia, een functie die hij tot 1918 zou blijven bekleden. De eerste oefeningen werden aan de Parklaan gehouden. In het begin werd er alleen gewerkt met rekstok en ringen. Pas in 1895 werden er een paard en parterre burg aangeschaft.
De eerste demonstratie van Olympia was tijdens de intocht van de koninginnen Emma en Wilhelmina op 21 juni 1892. Hiervoor werd een vaandel aangeschaft. In 1896 werden de statuten koninklijk goedgekeurd.
Op 20 januari 1900 vierde GSV Olympia haar 10-jarig bestaan in de Groote zaal der Harmonie. Hiervoor werd een groots programma opgesteld, daar hierna jaarlijks werd herhaald. Een grote inspirator voor deze evenementen was de heer G. Ahrens, die tussen 1922 en 1956 een stuwende kracht van Olympia.
In 1926 startte de heer Drenth een handbalafdeling. Vooral onder de impuls van voorzitter/trainer Paul Broere bloeide de handbalafdeling in de vijftiger- en zestiger jaren. Olympia behoorde tot de top in de noordelijke competitie en trad in 1947 toe tot de landelijke hoofdklasse. In 1931 en 1932 kroonden de handballers van Olympia zich tot landskampioen veld. Tevens werd de jeugd meerdere malen kampioen van Nederland en betraden de teams ook Europees niveau. Bekende spelers uit die tijd waren Anton Nolle en Bertus Bolhuis.
Vanaf 1970 ging het minder goed met Olympia. Olympia had de ambitie om een omnisportvereniging te worden, echter kwamen er grote financiële problemen en de hele vereniging zakte weg. In 1980 werd nog op bescheiden wijze het negentig-jarig gevierd, maar de verbrokkeling ging door. In 1990 vierde de vereniging het honderd-jarig jubileum.
Na een slechte financiële werd de omnisportvereniging ontbonden en ging de afdeling gymnastiek zelfstandig zelfstandig verder. In 2020 fuseerde de gymnastiekvereniging Olympia met GVAV Rapiditas en CSV Kracht & Vriendschap tot Turnstad Groningen.